# Inspectah Deck
Inspectah Deck, född som Jason Hunter 6 juli 1970 i Bronx, New York, är en amerikansk rappare, producent och medlem i Wu-Tang Clan. Han har varit en medlem i gruppen sedan deras debutalbum Enter the Wu-Tang: 36 Chambers från 1993.

## Alias
- Rebel INS
- Fifth Brother
- Ayatollah
- Charley Horse
- Rollie Fingers
- Manifesto

## Diskografi

### Album
- 1999 Uncontrolled Substance
- 2003 The Movement
- 2010 The Manifesto
- 2013 Czarface (Inspectah Deck and 7L & Esoteric)

### Mixtapes
- 2006 The Resident Patient
- 2009 The Resident Patient II
- 2014 Cynthia's Son

### Singlar och EP
- 1998 "REC Room"
- 1999 "Word On The Street"
- 2003 "The Movement"
- 2003 "Big City"
- 2010 "The Champion"